# Henry Lemonnier (artiste)
Ne doit pas être confondu avec Henry Lemonnier.
Henry Pierre Lemonnier, né le 7 mars 1893 dans le 5e arrondissement de Paris, ville où il est mort le 12 décembre 1978 en son domicile dans le 11e  arrondissement, est un illustrateur français. Son nom d'artiste est Henry Le Monnier

## Biographie
Fils d' Auguste Lemonnier, plâtrier, et de Mathilde Louise Sirvent, Henry Lemonnier suit les cours de l'École des arts décoratifs  de Paris. D'après les registres matricules de recrutement, il participe à la Première Guerre mondiale comme sergent dans un régiment du Génie. Il est gravement blessé en 1914. Il est qualifié par ses supérieurs de « Sous-officier plein d'entrain ayant beaucoup d'ascendant sur ses hommes, exécutant les missions qui lui sont confiées avec sang-froid et intelligence ».
Il se marie dans le 12e arrondissement de Paris le 31 décembre 1925 avec Suzanne Emma Heinbach
Henry Lemonnier commence par publier en 1920, des dessins dans la revue satirique Fantasio,, ainsi que dans l'hebdomadaire Le Sourire. On constate qu'à cette période sa signature est légèrement différente de celle qu'il utilisera par la suite. Il réalise également des affiches publicitaires pour diverses entreprises dont :
- Vita : les graines vivantes[7]
- Georges Bisson : camembert de Normandie[8]
- Cordial-Médoc: la liqueur qui réjouit le cœur[9]
- Source Verdier : eau de table gazeuse
- La Chablisienne : coopérative des vignerons de Chablis (Yonne)[10]
- Savonnerie du Fer-à-cheval : le savon porte bonheure du foyer
- Libertas : chaussures élégantes, juvéniles et sportives
- Le lyonnais : jambons et saucissons.

Malgré un certain succès, il semble qu' Henry Lemmonier rencontre des difficultés financières car le 10 novembre 1934 il fait une demande de secours en tant que chômeur artistique de Paris.
A partir de 1940 il collabore à l'illustration de plusieurs bandes dessinées dont certaines sont actuellement oubliées : Pierrot, Lisette, Les Aventures cu Cap'taine Sabord, Les Aventures de Tiff-Huté homme préhistorique et  Le Club de l'Aventure.

## Affiches de cinéma
- 1941 : Remorques, de Jean Grémillon

## Décorations
- Chevalier de la Légion d'honneur (1968) par décret du 31 octobre 1968 (J.O. du 5 novembre 1969)[2].